# Giane
Georgina Morozini dos Santos (Bebedouro, São Paulo, 10 de dezembro de 1936) conhecida pelo nome artístico de Giane  é uma cantora brasileira, uma das precursoras do movimento da Jovem Guarda.

## Infância e início da carreira
Ainda muito pequena se mudou para a cidade de Jaboticabal, tendo passado sua infância entre a cidade e Ribeirão Preto, onde daria início a sua carreira na TV Tupi, canal 3, aos 15 anos de idade. Giane atuou como crooner da renomada Orquestra Sul America de Jaboticabal (grupo musical fundado em 1940, existente até hoje, sendo uma das ultimas do Brasil em atividades). Em 1962 grava seu primeiro trabalho pela gravadora Chantecler trazendo o bolero "Por Acaso".

## Sucesso
Em 1964 alcança grande sucesso com a canção Dominique, versão em português originalmente gravada pela cantora belga Soeur Sourire. Giane foi uma das primeiras cantoras no Brasil a utilizar o overdub fazendo segunda voz para si mesma nesta canção. Dominique permaneceu por cerca de seis meses nas paradas de sucesso do país. Conseguiria sucesso ainda com outras músicas nas décadas de 1960 e 1970, se destacando a música "Estrada do Sol", versão de "Alle Porte del Sole" de Gigliola Cinquetti. No auge de sua carreira Giane se apresentou nos principais programas de TV.
Em sua carreira gravou cerca de vinte discos entre compactos e LPs. Chegou a ser considerada em sua época um dos rostos mais bonitos da MPB.[carece de fontes?]
Dentre os prêmios recebidos em sua carreira artística se destacam o Troféu Chico Viola em 1964 e o Troféu Roquette Pinto como melhor cantora em 1965.

## Vida pessoal e atualidade
Atualmente a cantora reside na cidade de São Paulo e trabalha como revendedora de uma famosa marca de cosméticos. Giane tem duas filhas, seis netos e uma bisneta. Uma de suas últimas aparições públicas foi no programa do Ratinho (17/07/2014), no SBT.